# Международный дом молитвы

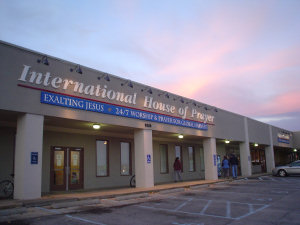
Международный дом молитвы в Канзас-Сити, штат Миссури

Международный дом молитвы (англ. The International House of Prayer (IHOP-KC)) — это протестантская христианская церковь, базирующаяся в Канзас-Сити, штат Миссури. Была основана 7 мая 1999 года Майклом Биклем и 20 ходатаями. МДМ известна «Молитвенной комнатой» (англ. The Prayer Room), в которой уже более 20 лет идёт прославление и поклонение в режиме 24/7.

## Молитвенная комната
Молитвенная комната создана по образцу Скинии Давидовой. В сутки сменяется 12 групп прославления и поклонения, то есть каждая группа играет 2 часа. У каждой группы есть лидер.
Лидеры групп прославления и поклонения МДМ:
- Мисти Эдвардс (англ. Misty Edwards)
- Лаура Хакетт (англ. Laura Hackett)
- Мэтт Гилман (англ. Matt Gilman)
- Кори Асбэри (англ. Cory Asbury)
- Джей Томас (англ. Jaye Thomas)
- Джастин Риццо (англ. Justin Rizzo)
- Йон Риццо (англ. Jon Rizzo)
- Маркус Мейер (англ. Marcus Meier)
- Тим Реимхер (англ. Tim Reimherr)
- Сара Эдвардс (англ. Sara Edwards)
- Клэй Эдвардс (англ. Clay Edwards)
- Аундра Линн (англ. Aundra Lynn)
- Люк Вуд (англ. Luke Wood)

и другие.
Группа обычно состоит из стандартных инструментов: фортепиано, гитар, бас-гитары, барабанной установки. Некоторые группы используют дополнительные инструменты, например SFX-клавиатуры, флейты, трубы, перкуссию и другие. Стиль у всех групп один — Прославление и Поклонение (англ. Praise & Worship), однако некоторые группы добавляют «изюминки», например группы Джастина Риццо добавляет итальянские мотивы.
Когда два часа подходят к концу, все музыканты, кроме лидера и бэк-вокалистов, начинают тихонько собираться и уходить. Им на замену приходят другие музыканты и начинают подключаться. Обычно в это время лидер группы поёт несколько песен без других музыкантов, только под гитару или фортепиано (все лидеры играют либо на фортепиано, либо на гитаре).
В Молитвенной комнате прославление и поклонение проходит по двум форматам:
- Ходатайственные сессии (англ. Intersession) — в 4:00, в 6:00, в 10:00, в 16:00, в 20:00 и в 0:00 по UTC−6.
- Поклонение Словом (англ. Worship With The Word) — в 2:00, в 8:00, в 12:00, в 14:00, в 18:00 и в 22:00 по UTC−6.

Самое интересное в Молитвенной комнате — это трансляция на сайт Международного дома молитвы в режиме реального времени. Также для просмотра доступны 36 последних сессий.
Просмотр происходящего в Молитвенной комнате бесплатен для пользователей и не требует регистрации.

## Другие проекты МДМ
Кроме Молитвенной комнаты, у Международного дома молитвы есть ещё несколько проектов:
- Молодёжная Конференция onething[5]
- Молитвенная ассамблея TheCall[6]
- Университет Международного дома молитвы англ. International House of Prayer University (IHOPU))[7]
- Корейская, латинская, арабская, китайская и русская языковые группы[8]

и другие.

## Интересные факты
- Многие лидеры групп прославления и поклонения являются сооснователями МДМ, например Мисти Эдвардс, Лаура Хакетт, Джастин Риццо и другие.
- Маркус Мейер и Тим Реимхер — гитаристы и вокалисты группы Merchant Band, которая является «внутренней», «подопечной» группой МДМ.
- Из-за небольшого размера Молитвенной комнаты, барабанная установка установлена за специальным экраном. Исполнителей с духовыми инструментами и перкуссией ставят за такие же экраны.
- Многие лидеры выпускают собственные альбомы.
- В МДМ используются синтезаторы Yamaha CP.